# Глејдвотер (Тексас)
Глејдвотер (енгл. Gladewater) град је у америчкој савезној држави Тексас. По попису становништва из 2010. у њему је живело 6.441 становника.

## Демографија
Према попису становништва из 2010. у граду је живело 6.441 становника, што је 363 (6,0%) становника више него 2000. године.
| Група             | 2000.         | 2010.         |
| Белци             | 4.755 (78,2%) | 4.680 (72,7%) |
| Афроамериканци    | 980 (16,1%)   | 1.134 (17,6%) |
| Азијати           | 35 (0,6%)     | 36 (0,6%)     |
| Хиспаноамериканци | 213 (3,5%)    | 411 (6,4%)    |
| Укупно            | 6.078         | 6.441         |